# Гемифлоксацин
Гемифлоксацин — лекарственное средство, антибиотик из группы фторхинолонов.

## Фармакологическое действие
Противомикробное средство из группы фторхинолонов, обладает широким спектром бактерицидного действия на грамположительные, грамотрицательные, атипичные и анаэробные микроорганизмы; нарушает процессы репликации, репарации и транскрипции бактериальной ДНК посредством ингибирования ферментов ДНК-гиразы (топоизомеразы II) и топоизомеразы IV, необходимых для роста бактерий. Обладает высокой степенью сродства с бактериальными топоизомеразами II (ДНК-гираза) и IV. Основным механизмом развития резистентности к фторхинолонам являются мутации в генах ДНК-гиразы и топоизомеразы IV. Штаммы Streptococcus pneumonia, с мутациями в генах, кодирующих эти ферменты, резистентны к большинству фторхинолонов. Однако, в терапевтически значимых концентрациях гемифлоксацин способен ингибировать измененные ферменты, в связи с этим некоторые из штаммов Streptococcus pneumonia, резистентные к фторхинолонам, могут быть чувствительны к гемифлоксацину. Не отмечено перекрестной резистентности между гемифлоксацином и бета-лактамными антибиотиками, макролидами, аминогликозидами и тетрациклинами. Активен в отношении аэробных грамположительных микроорганизмов: Streptococcus spp.: Streptococcus pneumoniae (в т. ч. резистентных к пенициллину и макролидам, большинство устойчивых к офлоксацину/левофлоксацину и множественно устойчивые штаммы Streptococcus pneumoniae, включая штаммы, устойчивые к двум или более антибиотикам: пенициллинам, цефалоспоринам II поколения, макролидам, тетрациклинам и ко-тримоксазолу); Streptococcus pyogenes (включая устойчивых к макролидам), Streptococcus группы viridans, Streptococcus agalactiae, Streptococcus milleri, Streptococcus anginosus, Streptococcus constellatus, Streptococcus mitis; Staphylococcus spp., в т. ч. Staphylococcus aureus (чувствительные к метициллину), Staphylococcus epidermidis, Staphylococcus saprophyticus, Staphylococcus haemolyticus; Enterococcus spp., в т. ч. Enterococcus faecalis, Enterococcus faecium; аэробных грамотрицательных микроорганизмов: Haemophilus spp., в т. ч. Haemophilus influenzae (в т. ч. продуцирующие бета-лактамазы), Haemophilus parainfluenzae; Moraxella spp., в т. ч. Moraxella catarrhalis (продуцирующие и непродуцирующие бета-лактамазы); Klebsiella spp., в т. ч. Klebsiella pneumoniae, Klebsiella oxytoca; Acinetobacter spp., в т. ч. Acinetobacter lwoffii, Acinetobacter anitratus, Acinetobacter calcoaceticus, Acinetobacter haemolyticus; Citrobacter spp. (т. ч. Citrobacter freundii, Citrobacter koseri); Enterobacter spp. (в т. ч. Enterobacter aerogenes); Serratia spp. (в т. ч. Serratia marcescens); Proteus spp. (в т. ч. Proteus mirabilis, Proteus vulgaris); Morganella spp. (в т. ч. Morganella morganii); Pseudomonas spp. (в т. ч. Pseudomonas aeruginosa); Bordetella spp. (в т. ч. Bordetella pertrussis); Salmonella spp.; Shigella spp.; Escherichia coli; Neisseria gonorrhoeae; Yersinia spp.; атипичные: Coxiella spp. (в т. ч. Coxiella burnetii); Mycoplasma spp. (в т. ч. Mycoplasma pneumoniae); Legionella spp. (в т. ч. Legionella pneumophila); Chlamydia spp. (в т. ч. Chlamydia pneumoniae; анаэробные: Peptostreptococcus spp., Clostridium spp. (в т. ч. Clostridium perfringes), Fusobacterium spp., Porphyromonas spp., Prevotella spp.

## Фармакокинетика
Быстро всасывается из желудочно-кишечного тракта. TCmax - 0.5-2 ч после однократного приема. После повторного приема 320 мг препарата Cmax - 0.70-2.62 мкг/мл, AUC - 4.71-20.1 мкг/мл/ч. Абсолютная биодоступность - 71%. Фармакокинетика гемифлоксацина имеет линейный характер в диапазоне доз 40-640 мг. TCss - на 3-й день при курсовом приеме 320 мг гемифлоксацина 1 раз в день. Связь с белками - 55-73%. Хорошо проникает в ткани лёгких. Метаболизируется в печени. Спустя 4 ч после приема неизмененный гемифлоксацин преобладает среди метаболитов препарата (65%) в плазме крови. Выводится через кишечник (70.5-51.5%), и почками (45.3-26.7%) в виде неизмененного препарата и продуктов метаболизма в течение 15 ч. T½ - 8 ч. Практически не кумулирует (менее 30% при дозе 640 мг в течение 7 дней), 20-30% выводится при гемодиализе. При печеночной недостаточности возможно незначительное увеличение Cmax гемифлоксацина, не требующее коррекции дозы. При хронической почечной недостаточности отмечается небольшое увеличение времени выведения гемифлоксацина из плазмы, без изменения Cmax.

## Показания
Инфекционные заболевания, вызванные чувствительными к препарату микроорганизмами: внебольничная пневмония (в т.ч. вызванная полирезистентными штаммами); обострение хронического бронхита, острый синусит.

## Противопоказания
Гиперчувствительность (в т.ч. и к др. фторхинолонам), удлинение интервала Q-T на ЭКГ (в т.ч. врожденное), тендовагинит на фоне применения фторхинолонов, беременность, период лактации, детский возраст (до 18 лет).

### C осторожностью
Аритмия (в т.ч. риск развития), брадикардия, острая ишемия миокарда, дефицит глюкозо-6-фосфатдегидрогеназы, одновременный прием с лекарственными средствами, удлиняющими интервал Q-T (хинидин, прокаинамид, амиодарон, соталол) и ГКС; нарушение водно-электролитного баланса (гипокалиемия, гипомагнемия).

## Режим дозирования
Внутрь, независимо от приема пищи, не разжевывая, с небольшим количеством воды. Рекомендуемая суточная доза - 320 мг 1 раз в день. Внебольничная пневмония - 320 мг 1 раз в день. Курс лечения - 7 дней, при необходимости - до 14 дней. Обострение хронического бронхита - 320 мг 1 раз в день. Курс лечения - 5 дней. Острый синусит - 320 мг 1 раз в день. Курс лечения - 5 дней. При тяжелой хронической почечной недостаточности (Клиренс креатинина менее 40 мл/мин), а также для пациентов, находящихся на гемодиализе или постоянном амбулаторном перитонеальном диализе - 160 мг 1 раз в день.

## Побочные эффекты
Аллергические реакции: кожный зуд, крапивница; злокачественная экссудативная эритема (синдром Стивенса-Джонсона), токсический эпидермальный некролиз (синдром Лайелла); фотосенсибилизация, аллергический пневмонит. 

Со стороны пищеварительной системы: тошнота, диарея; рвота, абдоминальные боли, метеоризм, анорексия; острая печеночная недостаточность, гепатит. 

Со стороны нервной системы: тремор, беспокойство, тревожность, спутанность сознания, галлюцинации, параноидная реакция, депрессия, сонливость, сенсорная или сенсомоторная аксональная полинейропатия (парестезия, гипостезия, слабость). 

Со стороны органов чувств: нарушения вкуса и обоняния, нарушение зрения (диплопия, изменение цветовосприятия), шум в ушах, головокружение, снижение слуха. 

Со стороны органов кроветворения: лейкопения, тромбоцитопения, панцитопения, тромбоцитопеническая пурпура, агранулоцитоз и/или др. гематологические нарушения, анемия (в том числе гемолитическая и апластическая). 

Со стороны мочевыделительной системы: кристаллурия; интерстициальный нефрит, острая почечная недостаточность. 

Лабораторные показатели: гипернатриемия, гипокалиемия, гипербилирубинемия, гипокальциемия, тромбоцитоз, нейтропения, изменение гематокрита, повышение активности «печеночных» трансаминаз, Креатинкиназы. 

Со стороны опорно-двигательного аппарата: артралгия, артрит, тендовагинит, миалгия, васкулит, разрывы сухожилий. 

Прочие: суперинфекции (кандидоз, псевдомембранозный колит).

### Передозировка
Лечение: симптоматическое. Специфический антидот неизвестен. При явлениях острой передозировки — индукция рвоты или промывание желудка, обильное питье и динамическое наблюдение. При гемодиализе выводится 20-30 %.

## Особые указания
В период лечения необходимо обеспечить достаточное потребление жидкости для соблюдения нормального диуреза. При приеме препарата могут возникать реакции фотосенсибилизации, поэтому рекомендуется избегать контакта с прямыми солнечными лучами. Лечение следует прекратить, если наблюдаются симптомы фотосенсибилизации. При первых признаках тендинита (боль и отёк в области сухожилий) применение препарата следует прекратить, исключить физические нагрузки и проконсультироваться с врачом. Риск поражения сухожилий выше у пациентов, особенно пожилых, получающих ГКС. При появлении боли в сухожилии при физической нагрузке, при воспалении или разрыве сухожилия прием гемифлоксацина прекращают (разрывы сухожилий могут наблюдаться как в период лечения, так и после него). Псевдомембранозный колит следует подозревать у пациентов с диареей, развившейся после начала лечения гемифлоксацином. Наиболее частым возбудителем колита является Clostridium difficile. В большинстве случаев прекращения приема гемифлоксацина достаточно для исчезновения симптомов колита (в редких случаях может потребоваться назначение антибактериальных препаратов, активных в отношении Clostridium difficile). При необходимости применения препарата в период лактации следует прекратить грудное вскармливание. Необходимо соблюдать осторожность при вождении автомобиля и занятиях др. потенциально опасными видами деятельности, требующими повышенной концентрации внимания и быстроты психомоторных реакций. При появлении симптомов поражения центральной нервной системы прием гемифлоксацина прекращают.

## Взаимодействие
Биодоступность гемифлоксацина снижается при назначении антацидов, содержащих Al3+, Mg2+, или  сульфат железа. Антациды следует принимать не менее чем за 3 ч до или не ранее чем через 2 ч после приема гемифлоксацина. Сукральфат снижает биодоступность гемифлоксацина. Сукральфат следует принимать не ранее чем через 2 ч после приема гемифлоксацина. Пероральные эстроген/прогестагеновые контрацептивы незначительно уменьшают биодоступность гемифлоксацина. Курсовой прием гемифлоксацина не влияет на фармакокинетику этинилэстрадиоловых/левоноргестреловых пероральных контрацептивов.